# Southside (singolo Lloyd)
Southside è un brano musicale del cantante R&B Lloyd, pubblicato come primo singolo estratto dall'album Southside l'8 maggio 2004. Il brano figura la collaborazione della cantante Ashanti.

## Tracce
Vinile 12"
1. Southside (Main)
2. Southside (Instrumental)
3. Southside (A Cappella)

## Classifiche
| Classifica (2004)                    | Posizione più alta |
| ------------------------------------ | ------------------ |
| U.S. Billboard Hot 100               | 24                 |
| U.S. Billboard Hot R&B/Hip-Hop Songs | 13                 |
| U.S. Billboard Pop 100               | 33                 |